# Montussan
Montussan település Franciaországban, Gironde megyében. Lakosainak száma 3506 fő (2022. január 1.). Montussan Saint-Loubès, Pompignac, Beychac-et-Caillau, Saint-Sulpice-et-Cameyrac és Yvrac községekkel határos.

## Népesség
A település népességének változása:
| Lakosok száma | 1024 | 1727 | 1903 | 2577 | 3037 | 3107 | 3212 | 3364 | 3412 | 3506 |
|               | 1968 | 1982 | 1990 | 2006 | 2013 | 2015 | 2017 | 2019 | 2020 | 2022 |